# Sant Pere de Comalats
Sant Pere de Comalats és una església romànica del municipi de Copons, a la comarca de l'Anoia, inclosa en l'Inventari del Patrimoni Arquitectònic de Catalunya.

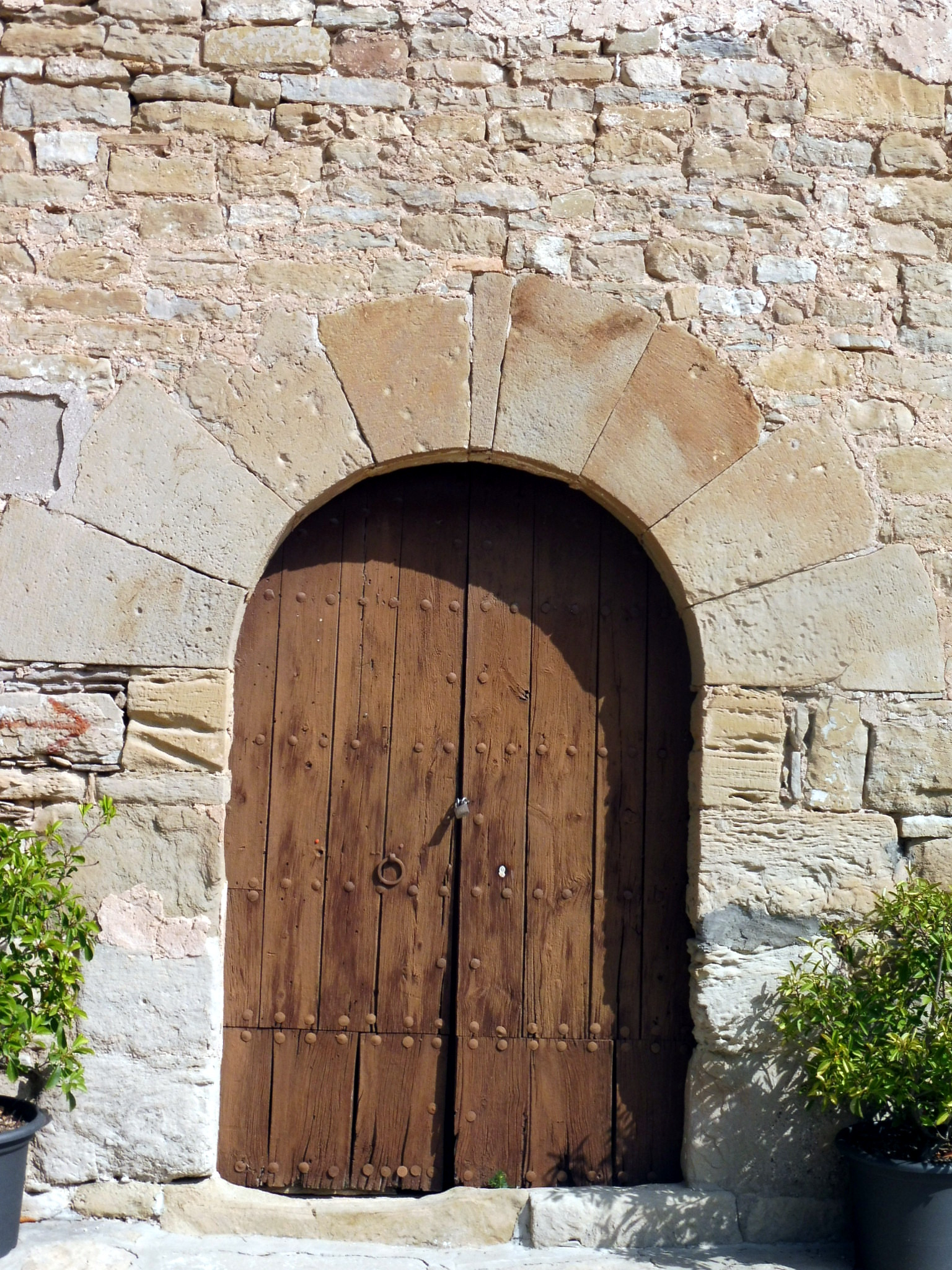
Portal adovellat

## Descripció
L'església de Sant Pere de Comalats centra el petit nucli de Sant Pere, proper a Copons. És una capella que ha estat modificada, té una sola nau sobrealçada i coberta amb volta de creueria, i un absis semicircular amb finestra espitllerada, cobert amb volta de quart d'esfera. El campanar, de paret d'un ull, està refet i es troba a ponent i la porta adovellada, a migdia.

## Història
El 1889 es va restaurar el sostre amb volta d'arestes, formant quatre cossos i afegint un mur entre l'altar actual i l'absis (l'únic element que, a l'interior, deixa veure la pedra). L'obra va costar 125 pessetes i es va acabar el dia 6 d'octubre de 1889. L'església és coneguda, entre altres coses, per contenir la figura d'un nen Jesús negre que, explica la llegenda, van trobar uns pastors i, en passar pel camí del costat de l'església va començar a pesar tant que no el podien arrossegar, mostrant que volia quedar-se allà.